# Bernard de Languissel
Bernard de Languissel (Nîmes, ? - Orvieto, † 23 juillet 1291) appelé aussi Bernard II de Languissel, est archevêque d'Arles (4 février 1274-1281), puis cardinal-évêque de Porto-Sainta-Rufina et légat apostolique en Piémont. 

## Biographie

### Origines et premières années
Bernard (dit Bernard II) de Languissel est né à Nîmes d'une vieille famille nîmoise. Il a pour oncle André de Languissel, prévôt, et pour frères André et Bertrand qui deviennent évêques, l’un d’Avignon, l’autre de Nîmes.

### Archevêque d'Arles
Bernard de Languisel accède à l'archiépiscopat d’Arles le 4 février 1274 sous Grégoire X ; il assiste au concile de Lyon en 1274 et préside les conciles d’Arles de 1275 et d’Avignon de 1279. Il participe avec d'autres évêques provençaux, dont l'archevêque d'Aix, Grimeric de Vicedominis, à la reconnaissance des reliques de sainte Marie-Madeleine à Saint-Maximin, le 18 décembre 1279, neuf jours après un premier examen par le prince Charles qui avait ouvert le tombeau pour la première fois.

### Cardinal
Le 8 avril 1281, avec six autres prélats, il est promu cardinal par Martin IV qui le nomme cardinal-évêque de Porto et le fait son légat en Piémont. 
Entre le 4 avril 1287 et le 22 février 1288, il fait partie des cardinaux qui élisent le nouveau pape Nicolas IV.
En 1289, alors qu'il se trouve à Rome à la mort de l’évêque de Marseille, Raimond de Nîmes, il intervient en recommandant au pape Nicolas IV Durand dit de « Trésémines », un des proches de son entourage. 
Pour Ciaconius, il meurt en 1290, mais les listes épiscopales donnent le 23 juillet 1291. On trouve aussi 1294. Quoi qu'il en soit, il meurt à proximité de Rome en faisant un legs à Saint-Trophime avec obligation d'y bâtir une chapelle en l'honneur de saint Pierre.